# Saint-Paul-Lizonne
Saint-Paul-Lizonne ist eine französische Gemeinde mit 277 Einwohnern (Stand 1. Januar 2022) im Département Dordogne in der Region Nouvelle-Aquitaine (vor 2016: Aquitanien). Sie gehört zum Arrondissement Périgueux und zum Kanton Ribérac.
Der Name in der okzitanischen Sprache lautet Sent Pau de Lisona und leitet sich vom heiligen Paulus ab.
Die Einwohner werden Saint-Paul-Lizonnois und Saint-Paul-Lizonnoises genannt.

## Geographie
Saint-Paul-Lizonne liegt ca. 40 Kilometer nordwestlich von Périgueux im Gebiet Ribéracois der historischen Provinz Périgord an der westlichen Grenze zum benachbarten Département Charente.
Umgeben wird Saint-Paul-Lizonne von den vier Nachbargemeinden:
|                          | Bouteilles-Saint-Sébastien                  |          |
| Saint-Séverin (Charente) | Kompassrose, die auf Nachbargemeinden zeigt | Lusignac |
|                          | Allemans                                    |          |

Saint-Paul-Lizonne liegt im Einzugsgebiet des Flusses Dordogne.
Die Lizonne, ein Nebenfluss der Dronne bildet die natürliche Grenze zur Nachbargemeinde Saint-Séverin im benachbarten Département. Ihre Nebenflüsse durchqueren das Gebiet der Gemeinde,
- die Cendronne,
- die Sauvanie und
- der Canal de la Pude.[3]

Die Gemeinde erhielt 2022 die Auszeichnung „Eine Blume“, die vom Conseil national des villes et villages fleuris (CNVVF) im Rahmen des jährlichen Wettbewerbs der blumengeschmückten Städte und Dörfer verliehen wird.

## Einwohnerentwicklung
Nach Beginn der Aufzeichnungen stieg die Einwohnerzahl in der Mitte des 19. Jahrhunderts auf einen Höchststand von rund 895. In der Folgezeit sank die Größe der Gemeinde bei kurzen Erholungsphasen, ein Trend, der bis heute anhält.
| Jahr      | 1962 | 1968 | 1975 | 1982 | 1990 | 1999 | 2006 | 2011 | 2022 |
| --------- | ---- | ---- | ---- | ---- | ---- | ---- | ---- | ---- | ---- |
| Einwohner | 474  | 411  | 337  | 361  | 347  | 332  | 320  | 300  | 277  |

## Gemeindepartnerschaft
Saint-Paul-Lizonne unterhält über dem ehemaligen Kanton Verteillac seit 1988 eine Partnerschaft mit der Gemeinde Fontanetto Po in der italienischen Region Piemont.

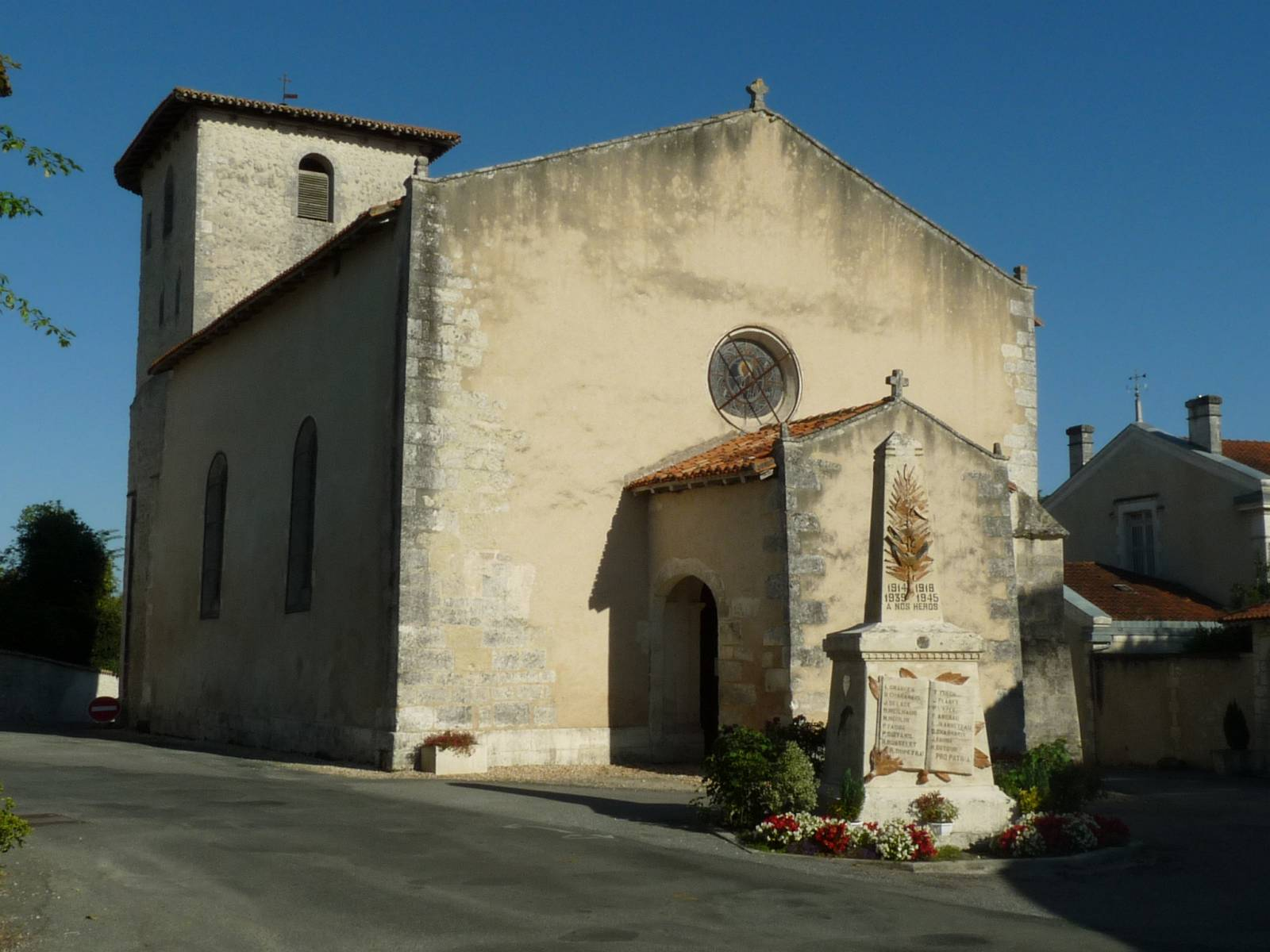
Pfarrkirche Saint-Pierre-et-Saint-Paul

## Sehenswürdigkeiten
- Pfarrkirche Saint-Pierre-et-Saint-Paul mit romanischem Chor aus dem 12. Jahrhundert, als Monument historique eingeschrieben
- Schloss La Gauterie aus dem 18. Jahrhundert

## Wirtschaft und Infrastruktur
Saint-Paul-Lizonne liegt in den Zonen AOC der Buttersorten Charentes-Poitou, Charentes und Deux-Sèvres sowie der Noix du Périgord, der Walnüsse des Périgord, und des Nussöls des Périgord.

### Verkehr
Saint-Paul-Lizonne ist erreichbar über die Routes départementales 97E, 100 und 709, die ehemalige Route nationale 709, welche die Gemeinde mit Montmoreau im Westen und mit Bergerac über Ribérac im Südosten verbindet.

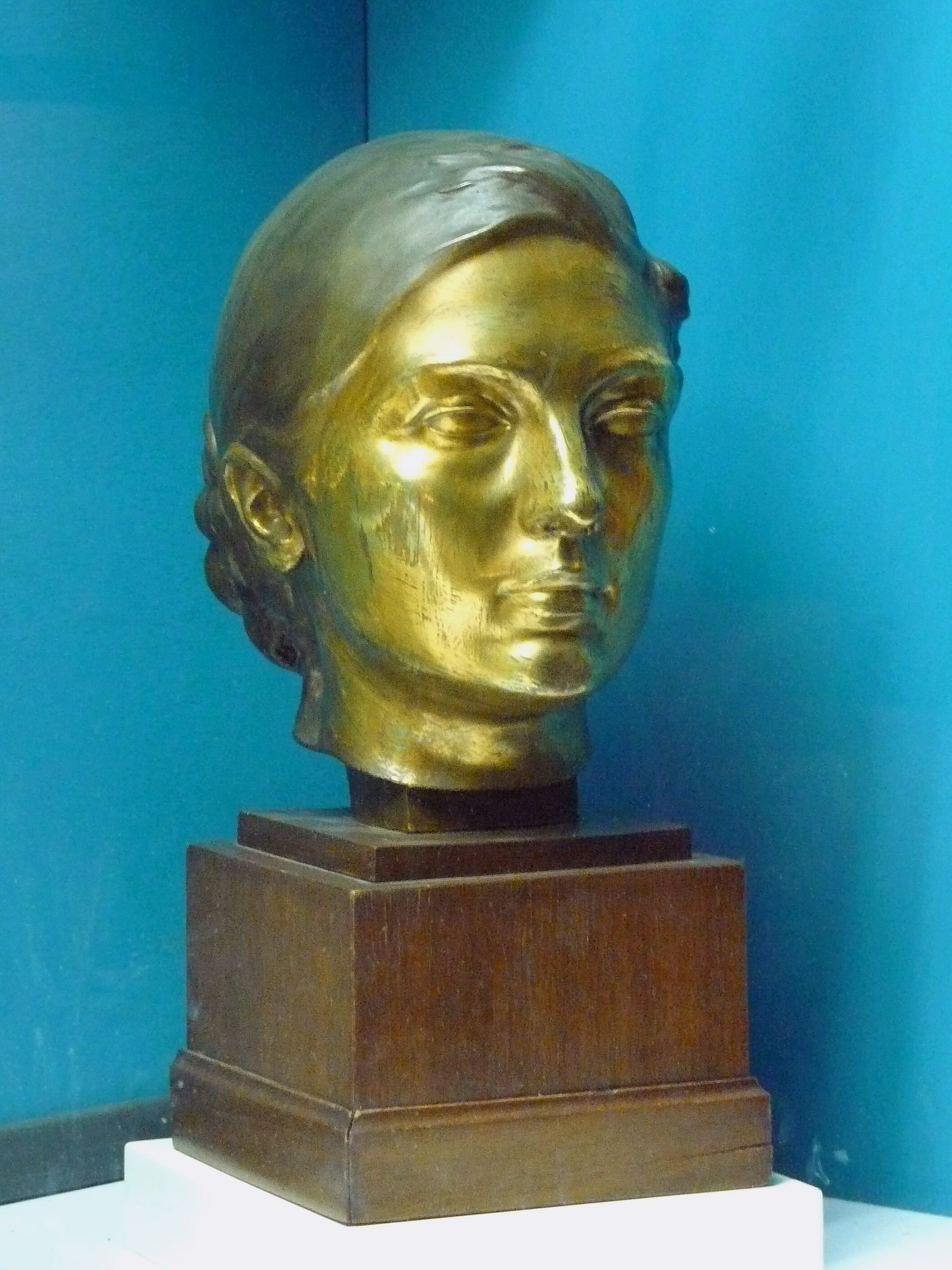
Büste von Jane Poupelet, Werk von Lucien Schnegg

## Persönlichkeiten
Marie Marcelle Jane Poupelet, geboren am 19. April 1874 in Clauzure, einem Weiler von Saint-Paul-Lizonne, gestorben am 17. Oktober 1932 in Talence (Département Gironde), war eine französische Bildhauerin. Sie ist in Saint-Paul-Lizonne beerdigt worden.